# Nat Geo Wild
National Geographic Wild, транскрипция «нэшенал джеографик уайлд» (в переводе с англ. — «национальная география дикая природа») — телеканал о дикой природе, окружающей среде и существах, обитающих на Земле. Последний телепроект, созданный совместно National Geographic Society и News Corporation. С 2010 года выпустил более 200 документальных сериалов и 780 специальных репортажей. До 2019 года назывался сокращенно — Nat Geo Wild, после — National Geographic Wild. Канал имеет награды в области документалистики.
Вещание русской версии осуществляется в круглосуточном режиме, начиная с 2007 года. 1 ноября 2009 канал выходит в формате высокой чёткости HD. 24 января 2019 года вошел в Третий мультиплекс цифрового телевидения вместе с National Geographic Channel.
В эфирной сетке присутствуют различные жанры — в том числе реалити шоу. Одно из них посвящено работе ветеринаров. Для безопасной съемки животной в дикой природе канал активно использует робототехнику. В 2020 году Nat Geo Wild был признан продюсерами одним из «самых уважаемых» партнеров для сотрудничества вместе с такими компаниями, как Netflix, CNN и другими.
Одну из серии программ под названием «Дикое Королевство» озвучивал актер сериала «Игра престолов» Чарльз Дэнс.